# Lijst van zwemrecords 200 meter vrije slag vrouwen
Dit is een overzicht van de verschillende zwemrecords op de 200 meter vrije slag bij de vrouwen, onderverdeeld in de langebaan (50 meter) en de kortebaan (25 meter).

## Huidige records
Hieronder een overzicht van de huidige internationale records en nationale records in Nederlandstalige landen op de 200 meter vrije slag. Tijdens de Olympische Spelen wordt er gezwommen in een 50 meterbad en daarom bestaan er geen Olympische kortebaanrecords op deze discipline.
| laatst bijgewerkt 19 september 2010 | Langebaanrecords    | Langebaanrecords | Langebaanrecords | Langebaanrecords | Kortebaanrecords           | Kortebaanrecords           | Kortebaanrecords           | Kortebaanrecords           |
| laatst bijgewerkt 19 september 2010 | Zwemmer             | Zwemmer          | Tijd             | Datum            | Zwemmer                    | Zwemmer                    | Tijd                       | Datum                      |
| ----------------------------------- | ------------------- | ---------------- | ---------------- | ---------------- | -------------------------- | -------------------------- | -------------------------- | -------------------------- |
| Wereld                              | Federica Pellegrini | Italië           | 1.52,98          | 28 juli 2009     | Federica Pellegrini        | Italië                     | 1.51,17                    | 13 december 2009           |
| Europa                              | Federica Pellegrini | Italië           | 1.52,98          | 28 juli 2009     | Federica Pellegrini        | Italië                     | 1.51,17                    | 13 december 2009           |
| Olympische Spelen                   | Ariarne Titmus      | Australië        | 1.53,50          | 28 juli 2021     | geen olympische discipline | geen olympische discipline | geen olympische discipline | geen olympische discipline |
| België                              | Valentine Dumont    | Valentine Dumont | 1.57,18          | 23 juni 2023     | Valentine Dumont           | Valentine Dumont           | 1.54,97                    | 25 oktober 2020            |
| Nederland                           | Femke Heemskerk     | Femke Heemskerk  | 1.54,68          | 03 april 2015    | Femke Heemskerk            | Femke Heemskerk            | 1.52,42                    | 30 oktober 2010            |
| Suriname                            |                     |                  |                  |                  |                            |                            |                            |                            |

## Langebaan (50 meter)

### Ontwikkeling wereldrecord
| Nr. | Naam                  | Land                           | Tijd    | Datum             | Plaats        |
| --- | --------------------- | ------------------------------ | ------- | ----------------- | ------------- |
|     | Ariarne Titmus        | Australië                      | 1.52,23 | 12 juni 2024      | Brisbane      |
|     | Mollie O'Callaghan    | Australië                      | 1.52,85 | 26 juli 2023      | Fukuoka       |
|     | Federica Pellegrini   | Italië                         | 1.52,98 | 28 juli 2009      | Rome          |
|     | Federica Pellegrini   | Italië                         | 1.53,67 | 28 juli 2009      | Rome          |
|     | Federica Pellegrini   | Italië                         | 1.54,47 | 8 maart 2009      | Riccione      |
|     | Federica Pellegrini   | Italië                         | 1.54,82 | 13 augustus 2008  | Peking        |
|     | Federica Pellegrini   | Italië                         | 1.55,45 | 11 augustus 2008  | Peking        |
|     | Laure Manaudou        | Frankrijk                      | 1.55,52 | 28 maart 2007     | Melbourne     |
|     | Federica Pellegrini   | Italië                         | 1.56,47 | 27 maart 2007     | Melbourne     |
|     | Franziska van Almsick | Duitsland                      | 1.56,64 | 3 augustus 2002   | Berlijn       |
|     | Franziska van Almsick | Duitsland                      | 1.56,78 | 6 september 1994  | Rome          |
|     | Heike Friedrich       | Duitse Democratische Republiek | 1.57,55 | 18 juni 1986      | Oost-Berlijn  |
|     | Kristin Otto          | Duitse Democratische Republiek | 1.57,75 | 23 mei 1984       | Maagdenburg   |
|     | Cynthia Woodhead      | Verenigde Staten               | 1.58,23 | 3 september 1979  | Tokio         |
|     | Cynthia Woodhead      | Verenigde Staten               | 1.58,43 | 3 juli 1979       | San Juan      |
|     | Cynthia Woodhead      | Verenigde Staten               | 1.58,53 | 22 augustus 1978  | West-Berlijn  |
|     | Barbara Krause        | Duitse Democratische Republiek | 1.59,04 | 2 juli 1978       | Oost-Berlijn  |
|     | Kornelia Ender        | Duitse Democratische Republiek | 1.59,26 | 22 juli 1976      | Montréal      |
|     | Kornelia Ender        | Duitse Democratische Republiek | 1.59,78 | 2 juni 1976       | Oost-Berlijn  |
|     | Kornelia Ender        | Duitse Democratische Republiek | 2.02,27 | 15 maart 1975     | Dresden       |
|     | Shirley Babashoff     | Verenigde Staten               | 2.02,94 | 31 augustus 1974  | Concord       |
|     | Shirley Babashoff     | Verenigde Staten               | 2.02,94 | 23 augustus 1974  | Concord       |
|     | Kornelia Ender        | Duitse Democratische Republiek | 2.03,22 | 22 augustus 1974  | Wenen         |
|     | Shane Gould           | Australië                      | 2.03,56 | 1 september 1972  | München       |
|     | Shirley Babashoff     | Verenigde Staten               | 2.05,21 | 4 augustus 1972   | Chicago       |
|     | Shane Gould           | Australië                      | 2.05,8  | 26 november 1971  | Sydney        |
|     | Shane Gould           | Australië                      | 2.06,5  | 1 mei 1971        | Londen        |
|     | Debbie Meyer          | Verenigde Staten               | 2.06,7  | 24 augustus 1968  | Los Angeles   |
|     | Edith Wetzel          | Verenigde Staten               | 2.08,8  | 2 augustus 1968   | Lincoln       |
|     | Sue Pedersen          | Verenigde Staten               | 2.09,5  | 6 juli 1968       | Santa Clara   |
|     | Pam Kruse             | Verenigde Staten               | 2.09,7  | 19 augustus 1967  | Philadelphia  |
|     | Lillian Watson        | Verenigde Staten               | 2.10,5  | 19 augustus 1966  | Lincoln       |
|     | Dawn Fraser           | Australië                      | 2.11,6  | 27 februari 1960  | Sydney        |
|     | Dawn Fraser           | Australië                      | 2.14,7  | 22 februari 1958  | Melbourne     |
|     | Dawn Fraser           | Australië                      | 2.17,7  | 10 februari 1958  | Adelaide      |
|     | Lorraine Crapp        | Australië                      | 2.18,5  | 20 oktober 1956   | Sydney        |
|     | Lorraine Crapp        | Australië                      | 2.19,3  | 25 augustus 1956  | Townsville    |
|     | Dawn Fraser           | Australië                      | 2.20,7  | 25 februari 1956  | Sydney        |
|     | Ragnhild Hveger       | Denemarken                     | 2.21,7  | 11 september 1938 | Aarhus        |
|     | Rie van Veen          | Nederland                      | 2.24,6  | 26 februari 1938  | Rotterdam     |
|     | Willy den Ouden       | Nederland                      | 2.25,3  | 8 september 1935  | Kopenhagen    |
|     | Willy den Ouden       | Nederland                      | 2.27,6  | 5 mei 1934        | Dundee        |
|     | Willy den Ouden       | Nederland                      | 2.28,6  | 3 mei 1933        | Rotterdam     |
|     | Helene Madison        | Verenigde Staten               | 2.34,6  | 6 maart 1930      | St. Augustine |
|     | Martha Norelius       | Verenigde Staten               | 2.40,6  | 28 februari 1926  | Miami         |
|     | Gertrude Ederle       | Verenigde Staten               | 2.45,2  | 4 april 1923      | Brooklyn      |
|     | Charlotte Boyle       | Verenigde Staten               | 2.47,6  | 25 augustus 1921  | New Brighton  |
|     | Fanny Durack          | Australië                      | 2.56,0  | 4 maart 1915      | Manly         |

### OntwikkelingOlympischrecord
| Nr. | Naam                | Land                           | Tijd    | Datum             | Plaats      |
| --- | ------------------- | ------------------------------ | ------- | ----------------- | ----------- |
|     | Ariarne Titmus      | Australië                      | 1.53,50 | 28 juli 2021      | Tokio       |
|     | Allison Schmitt     | Verenigde Staten               | 1.53,61 | 31 juli 2012      | Londen      |
|     | Federica Pellegrini | Italië                         | 1.54,82 | 13 augustus 2008  | Peking      |
|     | Federica Pellegrini | Italië                         | 1.55,45 | 11 augustus 2008  | Peking      |
|     | Sara Isakovič       | Slovenië                       | 1.55,86 | 11 augustus 2008  | Peking      |
|     | Pang Jiaying        | China                          | 1.57,37 | 11 augustus 2008  | Peking      |
|     | Heike Friedrich     | Duitse Democratische Republiek | 1.57,65 | 21 september 1988 | Seoel       |
|     | Barbara Krause      | Duitse Democratische Republiek | 1.58,33 | 24 juli 1980      | Moskou      |
|     | Kornelia Ender      | Duitse Democratische Republiek | 1.59,26 | 22 juli 1976      | Montréal    |
|     | Enith Brigitha      | Nederland                      | 2.01,54 | 22 juli 1976      | Montréal    |
|     | Claudia Hempel      | Duitse Democratische Republiek | 2.03,36 | 22 juli 1976      | Montréal    |
|     | Shane Gould         | Australië                      | 2.03,56 | 1 september 1972  | München     |
|     | Andrea Eife         | Duitse Democratische Republiek | 2.07,05 | 1 september 1972  | München     |
|     | Keena Rothhammer    | Verenigde Staten               | 2.07,48 | 1 september 1972  | München     |
|     | Ann Marshall        | Verenigde Staten               | 2.08,12 | 1 september 1972  | München     |
|     | Debbie Meyer        | Verenigde Staten               | 2.10,5  | 22 oktober 1968   | Mexico-Stad |
|     | Debbie Meyer        | Verenigde Staten               | 2.13,1  | 21 oktober 1968   | Mexico-Stad |

### OntwikkelingEuropeesrecord
| Nr. | Naam                  | Land                           | Tijd    | Datum             | Plaats       |
| --- | --------------------- | ------------------------------ | ------- | ----------------- | ------------ |
|     | Federica Pellegrini   | Italië                         | 1.52,98 | 28 juli 2009      | Rome         |
|     | Federica Pellegrini   | Italië                         | 1.53,67 | 28 juli 2009      | Rome         |
|     | Federica Pellegrini   | Italië                         | 1.54,47 | 8 maart 2009      | Riccione     |
|     | Federica Pellegrini   | Italië                         | 1.54,82 | 13 augustus 2008  | Peking       |
|     | Federica Pellegrini   | Italië                         | 1.55,45 | 11 augustus 2008  | Peking       |
|     | Laure Manaudou        | Frankrijk                      | 1.55,52 | 28 maart 2007     | Melbourne    |
|     | Federica Pellegrini   | Italië                         | 1.56,47 | 27 maart 2007     | Melbourne    |
|     | Franziska van Almsick | Duitsland                      | 1.56,64 | 3 augustus 2002   | Berlijn      |
|     | Franziska van Almsick | Duitsland                      | 1.56,78 | 6 september 1994  | Rome         |
|     | Heike Friedrich       | Duitse Democratische Republiek | 1.57,55 | 18 juni 1986      | Oost-Berlijn |
|     | Kristin Otto          | Duitse Democratische Republiek | 1.57,75 | 23 mei 1984       | Maagdenburg  |
|     | Barbara Krause        | Duitse Democratische Republiek | 1.58,33 | 24 juli 1980      | Moskou       |
|     | Barbara Krause        | Duitse Democratische Republiek | 1.59,04 | 2 juli 1978       | Oost-Berlijn |
|     | Kornelia Ender        | Duitse Democratische Republiek | 1.59,26 | 22 juli 1976      | Montréal     |
|     | Kornelia Ender        | Duitse Democratische Republiek | 1.59,78 | 2 juni 1976       | Oost-Berlijn |
|     | Kornelia Ender        | Duitse Democratische Republiek | 2.02,27 | 15 maart 1975     | Dresden      |
|     | Kornelia Ender        | Duitse Democratische Republiek | 2.03,22 | 22 augustus 1974  | Wenen        |
|     | Enith Brigitha        | Nederland                      | 2.05,14 | 25 juli 1974      | Utrecht      |
|     | Angela Franke         | Duitse Democratische Republiek | 2.05,25 | 5 juli 1974       | Rostock      |
|     | Andrea Eife           | Duitse Democratische Republiek | 2.05,52 | 5 september 1973  | Belgrado     |
|     | Kornelia Ender        | Duitse Democratische Republiek | 2.05,64 | 19 augustus 1973  | Utrecht      |
|     | Andrea Eife           | Duitse Democratische Republiek | 2.05,70 | 12 juli 1973      | Oost-Berlijn |
|     | Andrea Eife           | Duitse Democratische Republiek | 2.06,27 | 1 september 1972  | München      |
|     | Andrea Eife           | Duitse Democratische Republiek | 2.07,05 | 1 september 1972  | München      |
|     | Anke Rijnders         | Nederland                      | 2.07,2  | 18 april 1972     | Hannover     |
|     | Gabriele Wetzko       | Duitse Democratische Republiek | 2.08,2  | 10 september 1970 | Barcelona    |
|     | Gabriele Wetzko       | Duitse Democratische Republiek | 2.08,9  | 24 augustus 1969  | Boedapest    |
|     | Mirjana Šegrt         | Joegoslavië                    | 2.10,2  | 18 augustus 1968  | Bratislava   |
|     | Claude Mandonnaud     | Frankrijk                      | 2.12,4  | 3 augustus 1968   | Parijs       |
|     | Olga Kozičová         | Tsjecho-Slowakije              | 2.14,4  | 6 juli 1968       | Santa Clara  |
|     | Olga Kozičová         | Tsjecho-Slowakije              | 2.14,7  | 6 april 1968      | Žilina       |
|     | Danièle Dorléans      | Frankrijk                      | 2.15,0  | 16 augustus 1967  | Marseille    |
|     | Claude Mandonnaud     | Frankrijk                      | 2.15,5  | 13 augustus 1966  | Mourenx      |
|     | Liz Long              | Groot-Brittannië               | 2.16,1  | 13 augustus 1965  | Blackpool    |
|     | Liz Long              | Groot-Brittannië               | 2.16,2  | 11 augustus 1965  | Blackpool    |
|     | Daniele Beneck        | Italië                         | 2.18,0  | 27 juli 1965      | Rome         |
|     | Adrie Lasterie        | Nederland                      | 2.18,2  | 26 augustus 1961  | Blackpool    |
|     | Jane Cederqvist       | Zweden                         | 2.20,2  | 3 mei 1961        | Haifa        |
|     | Héda Frost            | Frankrijk                      | 2.21,3  | 12 juli 1960      | Algiers      |
|     | Willy Lambour         | Nederland                      | 2.21,5  | 12 juni 1960      | Leipzig      |
|     | Corrie Schimmel       | Nederland                      | 2.22,1  | 27 juni 1959      | Saarbrücken  |
|     | Ragnhild Hveger       | Denemarken                     | 2.21,7  | 11 september 1938 | Aarhus       |
|     | Rie van Veen          | Nederland                      | 2.24,6  | 26 februari 1938  | Rotterdam    |
|     | Willy den Ouden       | Nederland                      | 2.25,3  | 8 september 1935  | Kopenhagen   |
|     | Willy den Ouden       | Nederland                      | 2.27,6  | 5 mei 1934        | Dundee       |
|     | Willy den Ouden       | Nederland                      | 2.28,6  | 3 mei 1933        | Rotterdam    |
|     | Marie Braun           | Nederland                      | 2.40,8  | 21 november 1931  | Amsterdam    |
|     | Marie Braun           | Nederland                      | 2.42,8  | 2 maart 1930      | Parijs       |
|     | Reni Erkens           | Duitsland                      | 2.47,8  | 17 januari 1928   | Duisburg     |
|     | Lotte Lehmann         | Duitsland                      | 2.50,4  | 15 september 1925 | Duisburg     |

### OntwikkelingNederlandsrecord
| Nr. | Naam                  | Club       | Tijd    | Datum             | Plaats       |
| --- | --------------------- | ---------- | ------- | ----------------- | ------------ |
|     | Femke Heemskerk       | De Dolfijn | 1.55,54 | 26 juli 2011      | Shanghai     |
|     | Femke Heemskerk       | De Dolfijn | 1.56,54 | 16 april 2009     | Amsterdam    |
|     | Femke Heemskerk       | De Dolfijn | 1.57,21 | 16 april 2009     | Amsterdam    |
|     | Femke Heemskerk       | De Dolfijn | 1.57,86 | 6 juni 2008       | Eindhoven    |
|     | Marleen Veldhuis      | PSV        | 1.58,26 | 1 december 2006   | Eindhoven    |
|     | Annemarie Verstappen  | BZV/Solar  | 1.59,53 | 2 augustus 1982   | Guayaquil    |
|     | Conny van Bentum      | DWK        | 2.01,15 | 12 september 1981 | Split        |
|     | Enith Brigitha        | Het Y      | 2.01,15 | 22 augustus 1978  | West-Berlijn |
|     | Enith Brigitha        | Het Y      | 2.01,25 | 25 juni 1976      | Rotterdam    |
|     | Enith Brigitha        | Het Y      | 2.02,70 | 13 maart 1976     | Vancouver    |
|     | Enith Brigitha        | Het Y      | 2.03,34 | 15 november 1975  | Oost-Berlijn |
|     | Enith Brigitha        | Het Y      | 2.03,73 | 22 juli 1974      | Wenen        |
|     | Enith Brigitha        | Het Y      | 2.05,14 | 25 juli 1974      | Utrecht      |
|     | Enith Brigitha        | Het Y      | 2.06,42 | 21 juni 1974      | Wenen        |
|     | Enith Brigitha        | Het Y      | 2.06,83 | 11 mei 1974       | Hengelo      |
|     | Enith Brigitha        | Het Y      | 2.07,02 | 19 augustus 1973  | Utrecht      |
|     | Anke Rijnders         | AZ&PC      | 2.07,2  | 18 april 1972     | Hannover     |
|     | Anke Rijnders         | AZ&PC      | 2.08,7  | 15 april 1972     | Rome         |
|     | Anke Rijnders         | AZ&PC      | 2.09,5  | 3 maart 1972      | Londen       |
|     | Anke Rijnders         | AZ&PC      | 2.10,6  | 31 juli 1971      | Den Haag     |
|     | Anke Rijnders         | AZ&PC      | 2.10,8  | 11 juli 1971      | Den Haag     |
|     | Anke Rijnders         | AZ&PC      | 2.13,0  | 10 september 1970 | Barcelona    |
|     | Anke Rijnders         | AZ&PC      | 2.13,6  | 9 september 1970  | Barcelona    |
|     | Yvonne van Kuilenburg | HPC        | 2.15,0  | 25 juli 1970      | Leeuwarden   |
|     | Anke Rijnders         | AZ&PC      | 2.15,2  | 24 juli 1970      | Leeuwarden   |
|     | Anke Rijnders         | AZ&PC      | 2.16,4  | 27 juni 1970      | Utrecht      |
|     | Anke Rijnders         | AZ&PC      | 2.16,6  | 15 juni 1970      | Soest        |
|     | Yvonne van Kuilenburg | HPC        | 2.16,7  | 24 juli 1969      | Breda        |
|     | Nel Bos               | ADZ        | 2.18,0  | 4 augustus 1967   | Groningen    |
|     | Adrie Lasterie        | Naarden    | 2.18,2  | 26 augustus 1961  | Blackpool    |
|     | Willy Lambour         | Naarden    | 2.21,5  | 12 juni 1960      | Leipzig      |
|     | Corrie Schimmel       | Het Gooi   | 2.22,1  | 27 juni 1959      | Saarbrücken  |
|     | Cocky Gastelaars      | SZC        | 2.22,8  | 16 januari 1958   | Melbourne    |
|     | Willy den Ouden       | RDZ        | 2.30,4  | 17 juni 1934      | Wenen        |

## Kortebaan (25 meter)

### Ontwikkeling wereldrecord
| Nr. | Naam                  | Land             | Tijd    | Datum            | Plaats         |
| --- | --------------------- | ---------------- | ------- | ---------------- | -------------- |
|     | Federica Pellegrini   | Italië           | 1.51,17 | 13 december 2009 | Istanboel      |
|     | Federica Pellegrini   | Italië           | 1.51,85 | 14 december 2008 | Rijeka         |
|     | Coralie Balmy         | Frankrijk        | 1.53,18 | 6 december 2008  | Angers         |
|     | Lisbeth Lenton        | Australië        | 1.53,29 | 19 november 2005 | Sydney         |
|     | Lindsay Benko         | Verenigde Staten | 1.54,04 | 7 april 2002     | Moskou         |
|     | Claudia Poll          | Costa Rica       | 1.54,17 | 18 april 1997    | Göteborg       |
|     | Claudia Poll          | Costa Rica       | 1.55,42 | 1 december 1995  | Rio de Janeiro |
|     | Franziska van Almsick | Duitsland        | 1.55,84 | 9 januari 1993   | Peking         |

- FINA erkent wereldrecords op de kortebaan sinds 3 maart 1991.

### OntwikkelingEuropeesrecord
| Nr. | Naam                  | Land             | Tijd    | Datum            | Plaats    |
| --- | --------------------- | ---------------- | ------- | ---------------- | --------- |
|     | Federica Pellegrini   | Italië           | 1.51,17 | 13 december 2009 | Istanboel |
|     | Federica Pellegrini   | Italië           | 1.51,85 | 14 december 2008 | Rijeka    |
|     | Coralie Balmy         | Frankrijk        | 1.53,18 | 6 december 2008  | Angers    |
|     | Laure Manaudou        | Frankrijk        | 1.53,48 | 17 november 2007 | Berlijn   |
|     | Alena Popchanka       | Frankrijk        | 1.54,25 | 10 december 2006 | Helsinki  |
|     | Melanie Marshall      | Groot-Brittannië | 1.54,53 | 21 januari 2006  | Berlijn   |
|     | Josefin Lillhage      | Zweden           | 1.54,64 | 11 februari 2005 | New York  |
|     | Martina Moravcová     | Slowakije        | 1.54,74 | 16 december 2001 | Antwerpen |
|     | Martina Moravcová     | Slowakije        | 1.55,12 | 13 december 1998 | Sheffield |
|     | Franziska van Almsick | Duitsland        | 1.55,84 | 9 januari 1993   | Peking    |

### OntwikkelingNederlandsrecord
| Nr. | Naam                 | Club                | Tijd     | Datum             | Plaats           |
| --- | -------------------- | ------------------- | -------- | ----------------- | ---------------- |
|     | Femke Heemskerk      | De Dolfijn          | 1.52,42  | 30 oktober 2010   | Berlijn          |
|     | Femke Heemskerk      | De Dolfijn          | 1.53,79  | 14 december 2008  | Rijeka           |
|     | Femke Heemskerk      | De Dolfijn          | 1.54,65  | 13 april 2008     | Manchester       |
|     | Inge Dekker          | Eiffel Swimmers PSV | 1.54,89  | 22 december 2007  | Amsterdam        |
|     | Marleen Veldhuis     | Eiffel Swimmers PSV | 1.55,92  | 13 november 2007  | Stockholm        |
|     | Marleen Veldhuis     | Xlence Swimteam     | 1.56,38  | 13 november 2005  | Durban           |
|     | Marleen Veldhuis     | De Whee             | 1.56,50  | 18 december 2004  | Drachten         |
|     | Marleen Veldhuis     | De Whee             | 1.57,11  | 14 december 2003  | Dublin           |
|     | Marianne Muis        | ZPA                 | 1.57,13  | 10 maart 1990     | Drachten         |
|     | Marianne Muis        | ZPA                 | 1.57,14  | 10 februari 1990  | Bonn             |
|     | Karin Brienesse      | ZV Orca             | 1.57,42  | 27 februari 1988  | Emmen            |
|     | Annemarie Verstappen | BZV/Solar           | 1.57,65  | 5 maart 1983      | Hengelo          |
|     | Enith Brigitha       | Het Y               | 1.57,86  | 12 maart 1977     | Amsterdam        |
|     | Enith Brigitha       | Het Y               | 1.58,54  | 5 maart 1977      | Bremen           |
|     | Enith Brigitha       | Het Y               | 1.58,83  | 7 maart 1976      | Utrecht          |
|     | Enith Brigitha       | Het Y               | 2.00,98  | 15 februari 1976  | Antibes          |
|     | Enith Brigitha       | Het Y               | 2.01,4   | 9 november 1975   | Den Haag         |
|     | Enith Brigitha       | Het Y               | 2.02,0   | 26 oktober 1975   | Den Haag         |
|     | Enith Brigitha       | Het Y               | 2.02,4   | 7 december 1974   | Den Haag         |
|     | Enith Brigitha       | Het Y               | 2.03,46  | 3 maart 1974      | Bremen           |
|     | Anke Rijnders        | AZ&PC               | 2.04,7   | 8 april 1972      | Den Haag         |
|     | Anke Rijnders        | AZ&PC               | 2.05,9   | 26 maart 1972     | Eindhoven        |
|     | Hansje Bunschoten    | Naarden             | 2.07,0   | 26 maart 1972     | Hilversum        |
|     | Anke Rijnders        | AZ&PC               | 2.07,3   | 27 november 1971  | Utrecht          |
|     | Hansje Bunschoten    | Naarden             | 2.09,0   | 24 oktober 1971   | Eindhoven        |
|     | Anke Rijnders        | AZ&PC               | 2.10,6 1 | 31 juli 1971      | Den Haag         |
|     | Anke Rijnders        | AZ&PC               | 2.10,7   | 1 mei 1971        | 's-Hertogenbosch |
|     | Hansje Bunschoten    | Naarden             | 2.10,8   | 3 april 1971      | Den Haag         |
|     | Anke Rijnders        | AZ&PC               | 2.11,8   | 7 maart 1971      | Bremen           |
|     | Anke Rijnders        | AZ&PC               | 2.12,7   | 21 februari 1971  | Amersfoort       |
|     | Anke Rijnders        | AZ&PC               | 2.13,0 1 | 10 september 1970 | Barcelona        |
|     | Anke Rijnders        | AZ&PC               | 2.13,2   | 11 april 1970     | Den Haag         |
|     | Anke Rijnders        | AZ&PC               | 2.15,4   | 22 maart 1970     | Eindhoven        |
|     | Nel Bos              | ADZ                 | 2.15,4   | 12 mei 1968       | Antwerpen        |
|     | Nel Bos              | ADZ                 | 2.15,5   | 3 maart 1968      | Bremen           |
|     | Adrie Lasterie       | Naarden             | 2.16,2   | 6 februari 1961   | Naarden          |
|     | Corrie Schimmel      | Het Gooi            | 2.19,8   | 7 februari 1959   | Rotterdam        |
|     | Corrie Schimmel      | Het Gooi            | 2.22,6   | 30 december 1956  | Naarden          |
|     | Mary Kok             | De Robben           | 2.23,8   | 27 augustus 1955  | Algiers          |
|     | Rie van Veen         | RDZ                 | 2.24,6   | 26 februari 1938  | Rotterdam        |
|     | Willy den Ouden      | RDZ                 | 2.25,3   | 8 september 1935  | Kopenhagen       |
|     | Willy den Ouden      | RDZ                 | 2.28,6   | 3 mei 1933        | Rotterdam        |
|     | Marie Braun          | ODZ                 | 2.40,8   | 21 september 1931 | Amsterdam        |
|     | Marie Braun          | ODZ                 | 2.42,8   | 2 maart 1930      | Parijs           |
|     | Marie Braun          | ODZ                 | 2.47,2   | 23 juni 1929      | Amsterdam        |
|     | Marie Braun          | ODZ                 | 2.47,8   | 24 november 1928  | Brussel          |
|     | Marie Braun          | ODZ                 | 2.53,2   | 22 augustus 1926  | Amsterdam        |
|     | Marie Baron          | ODZ                 | 2.58,0   | 25 juli 1926      | Amsterdam        |
|     | Marie Baron          | ODZ                 | 3.02,8   | 12 juli 1925      | Bergen op Zoom   |
|     | Rie Vierdag          | AZ&PC               | 3.05,0   | 17 augustus 1924  | Gouda            |
|     | Rie Vierdag          | AZ&PC               | 3.21,6   | 19 augustus 1923  | Amsterdam        |
|     | Rie Beisenherz       | HDZ                 | 3.25,4   | 16 juli 1922      | Apeldoorn        |
|     | Rie Vierdag          | AZ&PC               | 3.36,2   | 18 juni 1922      | Almelo           |
|     | Jo van Evelein       | HDZ                 | 3.45,0   | 17 juli 1921      | Amsterdam        |
|     | Truus Klapwijk       | RDZ                 | 3.48,6   | 1 september 1919  | Hillegersberg    |

1 = Gezwommen op langebaan. Indien tijd op langebaan sneller is dan tijd op kortebaan dan geldt de eerste als officieel record.